# 櫛の火
『櫛の火』（くしのひ）は、古井由吉の長編小説。1974年に河出書房新社から刊行された。またそれを原作とし1975年に神代辰巳が監督した日本映画。
恋人を病で失った青年が深い喪失感のうちにやがて巡り合った年上の女により、現実感を取り戻す。心理描写を通じて男と女と人間そのものを描く。

## 映画
1975年に神代辰巳監督によって東京映画で製作され、東宝で配給された。製作時の文献では、主演はジャネット八田、草刈正雄、桃井かおりの3人と書かれている。2024年7月17日に東宝から発売予定のDVDパッケージではジャネット八田と草刈正雄2人のみが大写しになっている。4人の男と関係のある2人の女と、この2人の女の間にいるこらえ性のある男の話という難解な映画で、神代監督も「これまでの日本映画を半歩でも、一歩でも前進させる映画にしたい」と決意を述べた。ラブシーンが三分の一を占め、ジャネット八田や桃井かおりも裸になる。

### キャスト
- 広部：草刈正雄
- 弥須子：桃井かおり
- 柾子：ジャネット八田
- あけみ：高橋洋子
- 矢沢：河原崎長一郎
- 松岡：名古屋章
- 田部：岸田森
- 山藤：武士真大
- 良子：小川順子
- あけみの男：大場健二
- 飲み屋の女：歌川千恵
- 看護婦：芹明香

### スタッフ
- 監督：神代辰巳
- 脚本：大野靖子・神代辰巳
- 原作：古井由吉
- 製作：田中収
- 撮影：姫田真佐久
- 美術：育野重一
- 音楽：多賀英典・林哲司
- 録音：神蔵昇
- 照明：小島真二
- 編集：山地早智子
- 助監督：鈴木一男

### 製作
主役の1人である広部役は、当初萩原健一が適役との声が上がっていたが、神代辰巳監督が草刈正雄に会い、「確かにショーケンがピッタリなのだが、草刈に会ってみて『いいじゃないか』と思った。今までの彼は表面的なものしか出していない。この作品で、もっと内面的なものを探し出してみたい」などと話し、草刈を主役の1人に抜擢した。
物語の発端となる東京原宿で1975年1月29日にロケハンがあり、神代監督、姫田真佐久カメラマンと、珍しくジャネット、桃井、草刈の主役3人も帯同した。		

### 同時上映
『シナリオ』1975年5月号の【邦画案内4月の封切予定作品】では『雨のアムステルダム』との併映で、1975年4月5日封切、25日までの上映と書かれているが、『雨のアムステルダム』は1975年3月21日に公開されている模様で、本作の併映作は不明。

### 作品の評価

#### 興行成績
『映画年鑑』1976年版には「伸び悩んだ」と書かれている。

### 映像ソフト
- 東宝からビデオも発売[5]した。2024年7月に東宝名作セレクションでDVDが発売[6]された。